# Jetée de Scheveningen

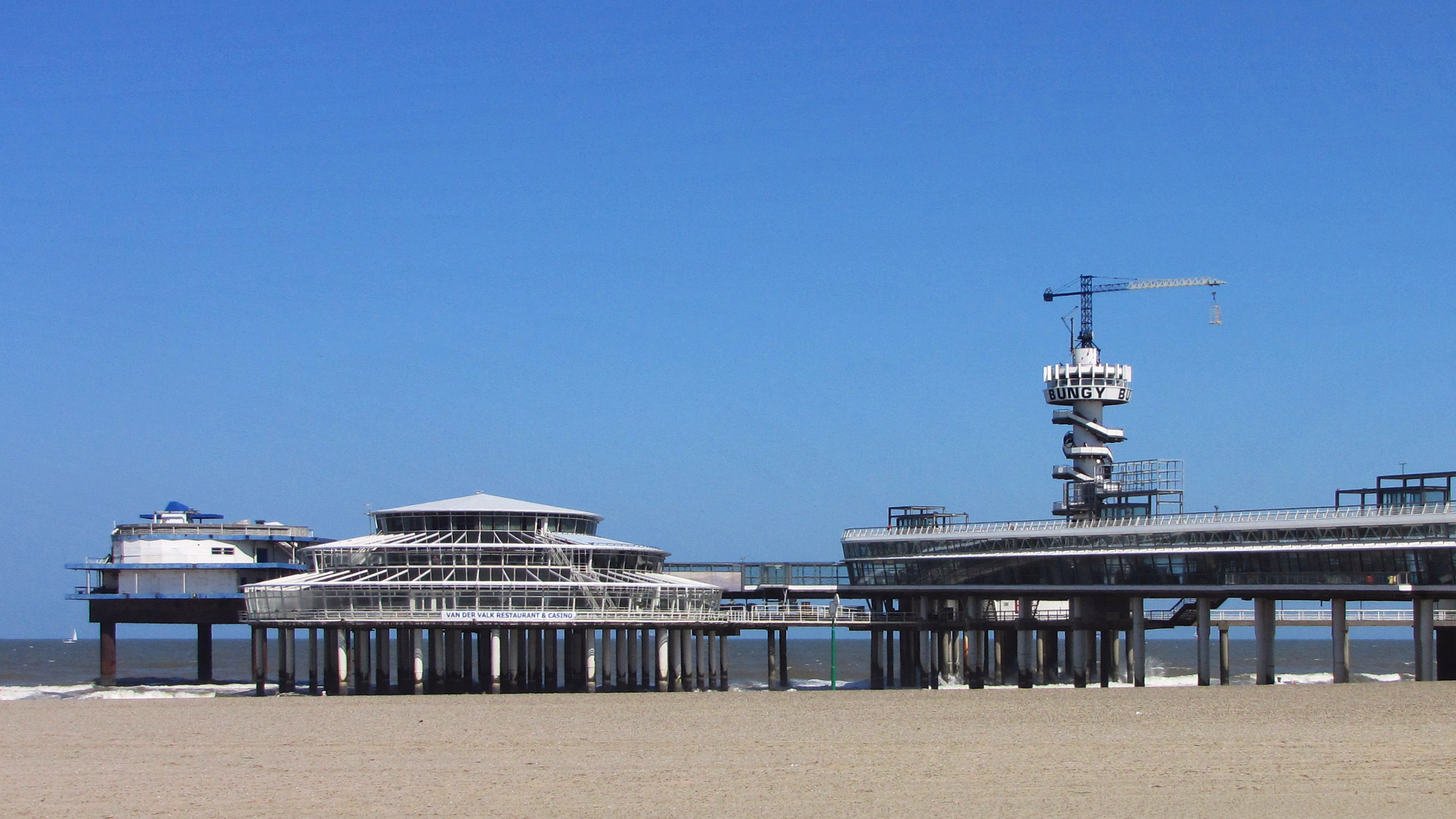
L'embarcadère de Scheveningen en 2011.

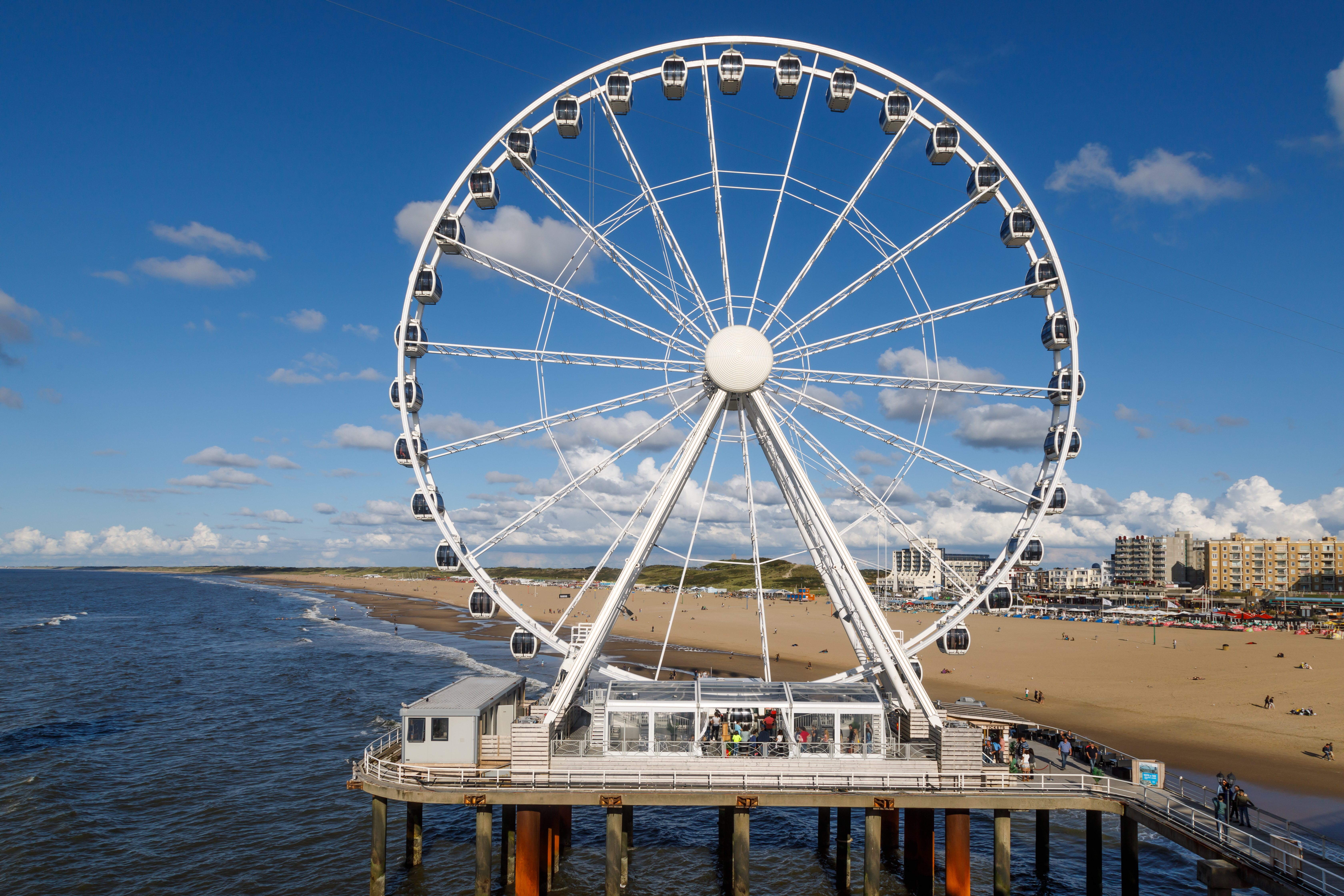
La jetée et sa roue en 2017.

La jetée de Scheveningue ou jetée de Scheveningen (en néerlandais : Scheveningse pier) est un complexe de loisirs appartenant historiquement à l'entreprise Van der Valk, situé sur la plage de Scheveningen, à La Haye, aux Pays-Bas, donnant sur la mer du Nord.

## Histoire
La première jetée de Scheveningen, appelée Wandelhoofd Koningin Wilhelmina et nommée d'après la reine Wilhelmine, est inaugurée par le prince Henri de Mecklembourg-Schwerin en 1901. Cette jetée en bois était située juste derrière l'hôtel du Kurhaus. La jetée est démolie en 1943, après un grave incendie.
La construction d'une nouvelle jetée, située un peu plus au nord, commence en 1959. Celle-ci est inaugurée en 1961 par le prince Bernhard. La jetée est rachetée en 1991 par la famille Van der Valk pour la somme symbolique d'un florin. Au cours des dix années suivantes, la jetée est agrandie, mais elle reste toujours moins importante qu'elle ne l'était par le passé. De nouveaux projets existent pour l'installation de nouveaux bâtiments sur la jetée.
La jetée fait faillite en 2013. Le 18 juillet 2015, la jetée est rouverte partiellement après achat par Kondor Wessels.

## Sources
- (nl) Cet article est partiellement ou en totalité issu de l’article de Wikipédia en néerlandais intitulé « Scheveningse pier » (voir la liste des auteurs).